# Erdmannrode
Erdmannrode ist ein Ortsteil der Gemeinde Schenklengsfeld osthessischen Landkreis Hersfeld-Rotenburg. Der Ort liegt westlich des Hauptortes Schenklengsfeld. Westlich von Erdmannrode liegt Fischbach, im Süden Mengers, im Norden Wippershain und im Osten Wüstfeld.

## Geschichte

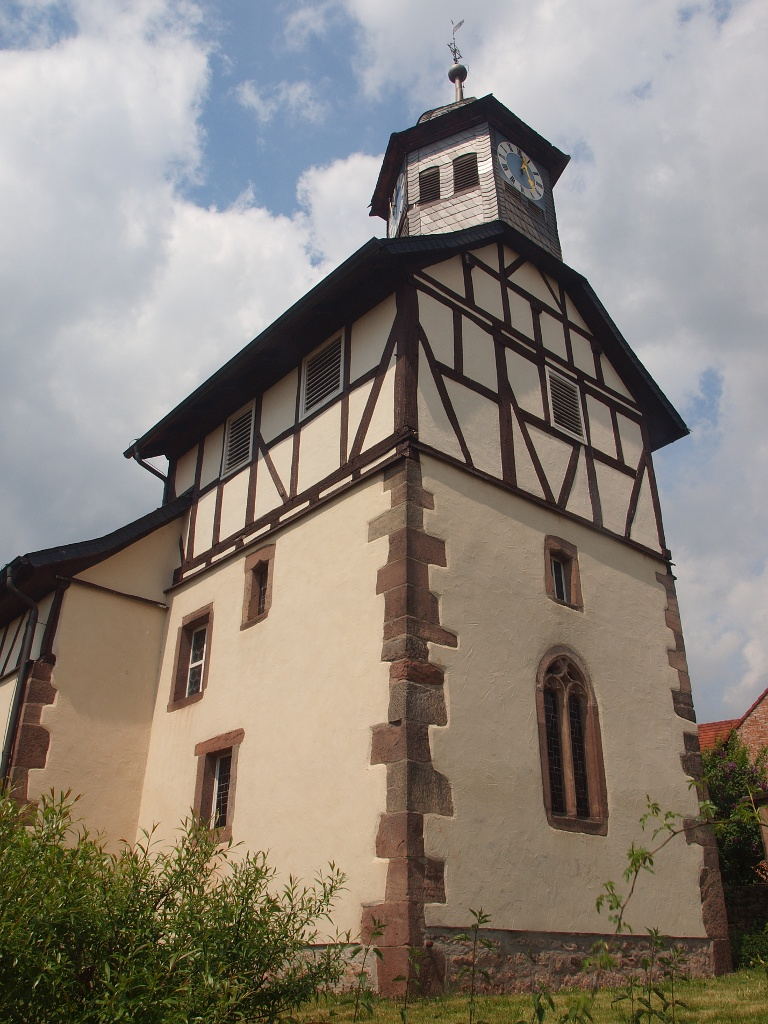
Kirchturm und Rechteckchor mit gotischen Stilelementen

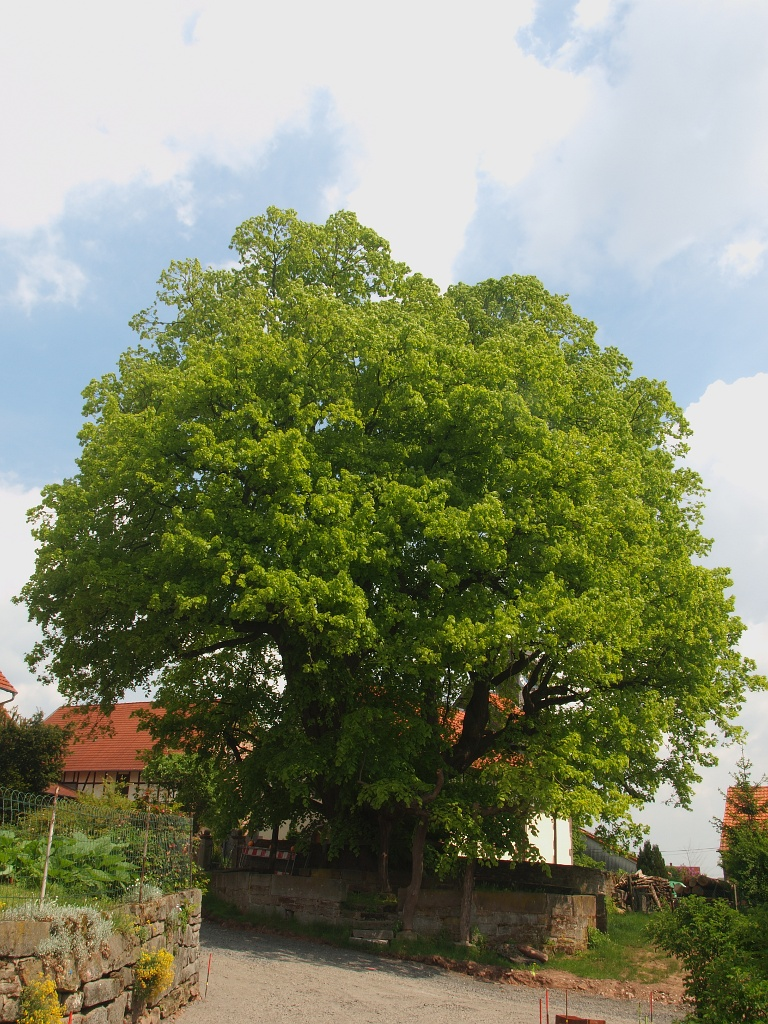
Die alte Gerichtslinde vor der Kirche

### Ortsgeschichte
Die älteste bekannte schriftliche Erwähnung von Erdmannrode erfolgte 1339 unter dem Namen Ertmoderode (Rodung des Erdmuot) und 1478 als Erckmerode.
Die Kirche ist ein kleiner Bau mit schmalem, hohem Rechteckchor. Sie wurde 1573 erbaut, 1794 in Fachwerk erhöht und 1958 nach Westen erweitert, wobei das alte Westportal wiederverwendet wurde; der Dachreiter über dem Chor trägt eine auf 1799 datierte Wetterfahne. Vor der Kirche ist die alte Gerichtslinde in achteckigem Mauerring erhalten. Ein Drittel der Einwohner war im 19. Jahrhundert jüdischen Glaubens. Diese jüdische Gemeinde wurde im 18. Jahrhundert gegründet und bestand bis 1928. Im Jahr 1848 kam es in Erdmannrode zu schweren Ausschreitungen, bei denen vier Häuser jüdischer Familien überfallen und ausgeraubt wurden. Es gab eine Synagoge, das Grundstück befindet sich am Abzweig Hohlweg. Sie wurde 1930 verkauft und daraufhin abgerissen. Ebenfalls gab es eine jüdische Elementarschule, ein rituelles Bad sowie einen jüdischen Friedhof, den man heute noch im Wald findet.
Zum 1. August 1972 wurde im Zuge der Gebietsreform in Hessen die bis dahin dem Landkreis Hünfeld angehörende selbständige Gemeinde Erdmannrode kraft Landesgesetz in die Gemeinde Schenklengsfeld eingemeindet. Für Erdmannrode wurde, wie für alle bei der Gebietsreform eingegliederten Gemeinden sowie für die Kerngemeinde mit Lampertsfeld, ein Ortsbezirk mit Ortsbeirat und Ortsvorsteher nach der Hessischen Gemeindeordnung gebildet.

### Verwaltungsgeschichte im Überblick
Die folgende Liste zeigt die Staaten und Verwaltungseinheiten, denen Erdmannrode angehört(e):
- vor 1803: Heiliges Römisches Reich, Ritter von Buchenau
- 1803–1806: Heiliges Römisches Reich, Fürstentum Nassau-Oranien-Fulda, Fürstentum Fulda, Cent Eiterfeld
- 1807–1813: Königreich Westphalen, Departement der Werra, Distrikt Hersfeld, Kanton Holzheim (Friedensgericht Holzheim)
- ab 1815: Kurfürstentum Hessen, Großherzogtum Fulda, Amt Eiterfeld[10]
- ab 1821/22: Kurfürstentum Hessen, Provinz Fulda, Kreis Hünfeld[11][Anm. 2]
- ab 1848: Kurfürstentum Hessen, Bezirk Fulda
- ab 1851: Kurfürstentum Hessen, Provinz Fulda, Kreis Hünfeld
- ab 1867: Königreich Preußen, Provinz Hessen-Nassau, Regierungsbezirk Kassel, Kreis Hünfeld
- ab 1871: Deutsches Reich, Königreich Preußen, Provinz Hessen-Nassau, Regierungsbezirk Kassel, Kreis Hünfeld
- ab 1918: Deutsches Reich, Freistaat Preußen, Provinz Hessen-Nassau, Regierungsbezirk Kassel, Kreis Hünfeld
- ab 1944: Deutsches Reich, Freistaat Preußen, Provinz Kurhessen, Landkreis Hünfeld
- ab 1945: Amerikanische Besatzungszone, Groß-Hessen, Regierungsbezirk Kassel, Landkreis Hünfeld
- ab 1946: Amerikanische Besatzungszone, Land Hessen, Regierungsbezirk Kassel, Landkreis Hersfeld
- ab 1949: Bundesrepublik Deutschland, Land Hessen, Regierungsbezirk Kassel, Landkreis Hünfeld
- ab 1972: Bundesrepublik Deutschland, Land Hessen, Regierungsbezirk Kassel, Landkreis Hersfeld-Rotenburg, Gemeinde Schenklengsfeld[Anm. 3]

## Bevölkerung

### Einwohnerstruktur 2011
Nach den Erhebungen des Zensus 2011 lebten am Stichtag, dem 9. Mai 2011, in Erdmannrode 225 Einwohner. Darunter waren 9 (4,0 %) Ausländer.
Nach dem Lebensalter waren 36 Einwohner unter 18 Jahren, 77 zwischen 18 und 49, 51 zwischen 50 und 64 und 57 Einwohner waren älter. Die Einwohner lebten in 96 Haushalten. Davon waren 24 Singlehaushalte, 24 Paare ohne Kinder und 39 Paare mit Kindern, sowie 3 Alleinerziehende und 3 Wohngemeinschaften. In 21 Haushalten lebten ausschließlich Senioren und in 54 Haushaltungen lebten keine Senioren.

### Einwohnerentwicklung
- 1631: 32 Einwohner[1]
- 1680: 12 Hausgesesse[1]

| Erdmannrode: Einwohnerzahlen von 1834 bis 2019 | Erdmannrode: Einwohnerzahlen von 1834 bis 2019 | Erdmannrode: Einwohnerzahlen von 1834 bis 2019 | Erdmannrode: Einwohnerzahlen von 1834 bis 2019 | Erdmannrode: Einwohnerzahlen von 1834 bis 2019 |
| --- | ---------------------------------------------- | ---------------------------------------------- | ---------------------------------------------- | ---------------------------------------------- |
| Jahr |                                                |                                                |                                                | Einwohner                                      |
| 1834 | 1834                                           |                                                | 424                                            | 424                                            |
| 1840 | 1840                                           |                                                | 460                                            | 460                                            |
| 1846 | 1846                                           |                                                | 489                                            | 489                                            |
| 1852 | 1852                                           |                                                | 476                                            | 476                                            |
| 1858 | 1858                                           |                                                | 416                                            | 416                                            |
| 1864 | 1864                                           |                                                | 414                                            | 414                                            |
| 1871 | 1871                                           |                                                | 328                                            | 328                                            |
| 1875 | 1875                                           |                                                | 351                                            | 351                                            |
| 1885 | 1885                                           |                                                | 362                                            | 362                                            |
| 1895 | 1895                                           |                                                | 347                                            | 347                                            |
| 1905 | 1905                                           |                                                | 291                                            | 291                                            |
| 1910 | 1910                                           |                                                | 279                                            | 279                                            |
| 1925 | 1925                                           |                                                | 264                                            | 264                                            |
| 1939 | 1939                                           |                                                | 256                                            | 256                                            |
| 1946 | 1946                                           |                                                | 328                                            | 328                                            |
| 1950 | 1950                                           |                                                | 332                                            | 332                                            |
| 1956 | 1956                                           |                                                | 314                                            | 314                                            |
| 1961 | 1961                                           |                                                | 291                                            | 291                                            |
| 1967 | 1967                                           |                                                | 281                                            | 281                                            |
| 1970 | 1970                                           |                                                | 290                                            | 290                                            |
| 1980 | 1980                                           |                                                | ?                                              | ?                                              |
| 1990 | 1990                                           |                                                | ?                                              | ?                                              |
| 2000 | 2000                                           |                                                | ?                                              | ?                                              |
| 2011 | 2011                                           |                                                | 225                                            | 225                                            |
| 2019 | 2019                                           |                                                | 197                                            | 197                                            |
| Datenquelle: Historisches Gemeindeverzeichnis für Hessen: Die Bevölkerung der Gemeinden 1834 bis 1967. Wiesbaden: Hessisches Statistisches Landesamt, 1968. Weitere Quellen: LAGIS; Gemeinde Schenklengsfeld; Zensus 2011 |                                                |                                                |                                                |                                                |

### Historische Religionszugehörigkeit
| • 1885: | 216 evangelische (= 71,10 %), ein katholischer (= 0,28 %), 100 jüdische (= 27,62 %) Einwohner |
| • 1961: | 260 evangelische (= 89,35 %), 26 katholische (= 8,93 %) Einwohner                             |

## Politik
Für den Ortsteil Erdmannrode besteht ein Ortsbezirk (Gebiete der ehemaligen Gemeinde Erdmannrode) mit Ortsbeirat und Ortsvorsteher nach der Hessischen Gemeindeordnung. Der Ortsbeirat besteht aus fünf Mitgliedern. Bei Kommunalwahlen in Hessen 2021 lag die Wahlbeteiligung zum Ortsbeirat bei 55,88 %. Alle Kandidaten gehören der „Gemeinschaftsliste“ an. Der Ortsbeirat wählte Karin Hildenbrand zur Ortsvorsteherin.

## Kulturdenkmäler
Für die unter Denkmalschutz stehenden Kulturdenkmale des Ortes siehe die Liste der Kulturdenkmäler in Erdmannrode.

## Wirtschaft und Infrastruktur
Im Ort gibt es ein Dorfgemeinschaftshaus. Vereine sind der Schützenverein „Gut Ziel“ Erdmannrode, die Freiwillige Feuerwehr, der Posaunenchor Erdmannrode, der Kirchenchor Erdmannrode sowie die Gymnastikgruppe.

### Unternehmen
Ortsansässige Betriebe sind Haustechnik Bube, Malerbetrieb Bornemann sowie Sportbeflockung Renzo Zucol.

### Verkehr
Der öffentliche Personennahverkehr erfolgt durch die ÜWAG Bus GmbH mit der Linie 345. Durch den Ort führt die Landesstraße 3341.